# Mislav
Mislav bio je knez Primorske Hrvatske od oko 835. do oko 845. godine.

## Ime
U povijesnim izvorima poznat je i pod nazivom „Mojslav”, iako je u historiografiji nakon Ferde Šišića prihvaćeno pisanje ovoga knezaa kao „Mislav”. U darovnici kneza Trpimira njegovo je ime Mislaus ili Oyslaus, a u kronici Ivana Đakona Muisclavus.

## Životopis
U izvorima se spominje nakon kneza Vladislava, iako nije poznato je li njegov izravni nasljednik. Nosio je naslov kneza (lat. dux). U Venetskoj kronici Ivana Đakona Mislavu se navodi kao princeps. Kasnija Trpimirova isprava Mislavu daje naslov duce.
Bio je u vazalskom odnosu prema karolinškomu kralju Italije. Prvi je hrvatski vladar koji je došao u sukob s Mlečanima. Sklopio je 839. godine mir s duždom Petrom Tradenikom. Mir je sklopljen kraj crkve svetog Martina; lokacija crkve danas nije poznata, iako se pretpostavlja da je bila južno od Splita, u Poljičkome primorju.
Smatra se da je Mislav postavio temelje usponu Hrvatske za vrijeme nasljednika kneza Trpimira. Između 842. do 844. godine Saraceni su upadali u Jadran sve do Kvarnera, iako nema izvora o njihovim sukobima s Hrvatima.
U Putalju, poviše Kaštel Sućurca podigao je crkvu sv. Jurja te ju je obdario prihodima. To je prva dokumentirana zadužbina  hrvatskog vladara. Također, crkvi svetoga Dujma je darovao desetinu od plodova i životinja na svome kliškom imanju.
Knez Mislav nije više stolovao u Ninu nego je premjestio sjedište u Klis. Prema jednom od ulomaka pronađenih na lokalitetu Begovača u Biljanima Donjim kod Zadra, postoji mogućnost da je imenovan knez Mislava na dedikacijskom natpisu oltarne ograde. Natpis glasi:
[+] DE DONIS D(e) I E[t…] […tempore] MOISCL[avo ducis…]
[…un] A CVM CO[nivge…] […pr]O REMED(io) A(n) IME SVE REN(ovavit) HVNC TE[mplvm]
Od darova Božjih i… …u vrijeme kneza Mislava…
…sa suprugom… …za spas duše svoje obnovio je ovaj hram
Kneza Mislava naslijedio je oko 845. knez Trpimir.

## Počasti
- Ulica kneza Mislava u Splitu, Zagrebu, Velikoj Gorici, Mostaru, Širokom Brijegu i Posušju.[8][9]
- Osnovna škola kneza Mislava u Kaštel Sućurcu.
- Spomen-ploča nad sporednim vratima crkve Sv. Martina u Podstrani.[10]

### Knjige
- Knezović, Oton. 1937. Hrvatska povijest od najstarijeg doba do godine 1918. Jeronimska knjižnica. Zagreb.
- Mužić, Ivan. 2011. Hrvatska povijest devetoga stoljeća. 3 izdanje. Muzej hrvatskih arheoloških spomenika. Split.

### Članci
- Josipović, Ivan. 2012. Prijedlog za čitanje imena kneza Mislava na natpisu s Begovače. Archaeologia Adriatica. Sveučilište u Zadru. Zagreb.  (6): 129–148
- Josipović, Ivan. 2018. Tri nova posvetna natpisa s imenima hrvatskih vladara iz karolinškog perioda. Starohrvatska prosvjeta. Muzej hrvatskih arheoloških spomenika. Zagreb. 3 (137–151): 17–32
- Grgin, Borislav. 2007. Primjer selektivnog pamćenja: hrvatski srednjovjekovni vladari u nazivlju ulica i trgova najvažnijih hrvatskih gradova. Povijesni prilozi. Hrvatski institut za povijest. Zagreb. 26 (32): 283–294
- Korać, Dijana; Beus, Marina. 2020. Komemoriranje srednjovjekovnih hrvatskih vladara u hodonimima Hercegovine. Hercegovina. Sveučilište u Mostaru - Filozofski fakultet. Mostar.  (6): 383–399

### Mrežna sjedišta
- Mislav. Hrvatska enciklopedija LZMK. Pristupljeno 10. travnja 2025.
- Trpimir I. Hrvatska enciklopedija LZMK. Pristupljeno 11. travnja 2025.
- „Krunom hrvatskih vladara“ Podstrana, 2022. kastela.com. Pristupljeno 11. travnja 2025.

## Vanjske poveznice

### Ostali projekti
|  | Wikizvor ima izvorni tekst Povijest Hrvatske I. (R. Horvat)/Mislav i Trpimir |

| Vladarske titule                   | Vladarske titule                            | Vladarske titule   |
| ---------------------------------- | ------------------------------------------- | ------------------ |
| prethodnik Vladislav ili Ljudemisl | Knez Primorske Hrvatske oko 835. – oko 845. | nasljednik Trpimir |